# Giám quản Tông Tòa
Giám quản Tông Tòa (tiếng Latinh: Administrator Apostolicus) là một chức vụ trong Giáo hội Công giáo Rôma do giáo hoàng bổ nhiệm để quản trị một địa chính của giáo hội tương đương giáo phận. Chức vụ này thường được bổ nhiệm cho một khu vực không phải là một giáo phận có hành chính ổn định, hoặc một giáo phận hiện đang không có giám mục (trống tòa), hoặc trong trường hợp rất hiếm là một giáo phận mà giám mục của nó không thể thực thi tác vụ của mình (bị cản tòa). Thông thường, giám mục phụ tá của giáo phận đó, hoặc linh mục tổng đại diện của giáo phận đó, hoặc một giám mục của giáo phận láng giềng sẽ được bổ nhiệm làm Giám quản Tông Tòa.

## Đặc điểm
Theo Giáo luật Công giáo, chức giám quản Tông Tòa là tương đương và có cùng một thẩm quyền như một giám mục chính tòa giáo phận. Tuy nhiên, giám quản Tông Tòa chỉ phục vụ trong vai trò của mình cho đến khi giáo phận này có một giám mục chính tòa mới. Ngoài ra, giám quản Tông Tòa cũng bị hạn chế thực thi một số việc ảnh hưởng lớn đến giáo phận như: bán, nhượng tài sản, bất động sản thuộc sở hữu của giáo phận.
Khi một giáo phận trống tòa mà không có giám mục phó hoặc phụ tá, hoặc giáo hoàng không bổ nhiệm giám quản thì hội đồng linh mục địa phương (còn gọi là ban linh mục tư vấn) sẽ bầu một linh mục lên đảm nhận chức giám quản giáo phận (không có chữ Tông Tòa). Tuy nhiên, giáo hoàng vẫn có đầy đủ quyền bính để bác bỏ sự bầu chọn này và tự ông sẽ bổ nhiệm một giám quản theo ý ông (có thêm chữ Tông Tòa). Đôi khi, giám mục đã nghỉ hưu của giáo phận cũng được tin tưởng chỉ định làm giám quản Tông Tòa cho đến khi người kế nhiệm ông nhậm chức.

## Các dạng thức Giám quản Tông Tòa
- Giám quản Tông Tòa cho trường hợp khuyết vị (sede vacante)
- Giám quản Tông Tòa cho trường hợp không trống tòa (sede plena)
- Giám quản Tông Tòa cho trường hợp cản tòa (sede impedita)
- Giám quản Tông Tòa được thiết lập cách bền vững (stabilita erecta)